# 我妻广一
我妻广一（日语：／ Azuma Koichi，1966年10月24日—），日本男子自行车运动员。他曾代表日本参加1986年亚洲运动会自行车比赛，获得一枚金牌和一枚银牌。他也曾参加1988年夏季奥林匹克运动会。